# Рахмановский переулок
Рахма́новский переу́лок (ранее Гря́зный переу́лок и Глухо́й переу́лок) — переулок в Центральном административном округе города Москвы. Проходит от Петровки до Неглинной. Нумерация домов ведётся от Петровки.

## Происхождение названия
Получил название в начале XIX века по фамилии генерал-майора Павла Рахманова, владельца участка в переулке на углу с Петровкой. Старые названия — Грязный переулок, по вязкой почве из-за близости к реке Неглинной, и Глухой переулок, по своему тупиковому расположению у берега реки.

## История
Сформировался в XVIII веке ещё до того, как река Неглинная была заключена в трубу. Переулок вёл от Петровки к берегу реки, где заканчивался тупиком, в связи с чем именовался Глухим. Из-за частых разливов Неглинной, заливавшей низкий правый берег, назывался также Грязным.
В XVIII веке на левой стороне переулка располагалась усадьба Гагариных — Касаткиных-Ростовских. В начале XX века на этом месте были построены два банковских здания, оба по проекту архитектора И. А. Иванова-Шица — дом № 3 (1907 год) и дом № 1/24 на углу с Петровкой (строительство завершено в 1920-х годах).

## Примечательные здания и сооружения

### По нечётной стороне
- № 1/24, стр. 1 — Главная Московская сберегательная касса (1902—1907, 1920-е, архитектор И. А. Иванов-Шиц[2]). В настоящее время здание занимает Министерство здравоохранения России.
  - № 1/24, стр. 2 — жилой дом (1958, архитекторы Ю. А. Игнатенко, А. И. Шар)[3].
  - № 1/24, стр. 3,  ЦГФО — жилой дом для служащих Московской сберегательной кассы (1915, архитектор И. А. Иванов-Шиц)[3].
- № 3, стр. 1,  памятник архитектуры (вновь выявленный объект) — здание Московской сберегательной кассы (1906—1907, архитектор И. А. Иванов-Шиц). Позднее — Министерство здравоохранения СССР, затем Минздрав РФ.

### По чётной стороне
- № 2/22,  ЦГФО — Жилой дом кооператива «Жиркость» (1928, архитектор П. Н. Кучнистов), сейчас — административное здание Генпрокуратуры[3].
- № 4, стр. 1,  памятник архитектуры (утраченный) — на этом месте стоял дом Касаткиных-Ростовских начала XIX века, в котором жил В. Г. Белинский. Несмотря на охранный статус, установленную мемориальную доску и упоминания в путеводителях, в 1984 году дом был снесён с целью последующего «воссоздания». Вплоть до постройки современного здания на этом месте размещались небольшой газон и автостоянка[4], в 1994 году на участке было возведено административное здание «Совмортранса» (архитектор В. В. Колосницын)[3].
- № 4, стр. 2 — корпус типографии Левинсона (1890)[3].

## Транспорт
- Станции метро Трубная, Цветной бульвар, Кузнецкий Мост, Лубянка, Тверская, Пушкинская и Чеховская.
- Автобус № 38 (только в сторону станции метро «Китай-город»).